# Berend Slingenberg
Berend Slingenberg (6 oktober 1769 – 13 oktober 1849) was de eerste burgemeester van Coevorden, en lid van de Staten van Drenthe.
Slingenberg was een zoon van Harmen Slingenberg, een van de aanstichters van het IJzerkoekenoproer in 1770, en van Eva Edelinck. Hij trouwde in 1798 met Lutgerdina Smit en zij kregen 9 kinderen.
Als aanhanger van de patriotten werd Slingenberg in januari 1795, in de begindagen van de Bataafse Revolutie, benoemd tot secretaris van de magistraat (het stadsbestuur). Een maand later ontstond er in Coevorden een Committée Revolutionair dat de leden van de magistraat afzette en verkiezingen organiseerde voor een college van volksvertegenwoordigers. Slingenberg werd benoemd tot secretaris van dat nieuwe stadsbestuur.
Nadat Nederland in 1810 door het Franse keizerrijk was ingelijfd, werd Slingenberg bij Keizerlijk decreet benoemd tot maire (burgemeester) van Coevorden. De Franse troepen waren als bevrijders ontvangen, maar na het vertrek van Napoleons troepen in 1814 zou Slingenberg in een proclamatie schrijven: dat wij wederom teruggebracht zijn onder de regering van het Huis van Oranje, waaronder wij en onze voorvaderen steeds gelukkig en voorspoedig geleefd hebben. Wij eerbiedigen dus den Zoon van Willem den Vijfde als onze wettigen souverain.
Ook na het vertrek van de Fransen bleef Slingenberg burgemeester. Daarnaast trad hij in 1814 toe tot de Staten van Drenthe. Hij zou beide functies bekleden tot 11 december 1842, toen hij wegens gezondheidsredenen aftrad – 73 jaar oud.
Op 13 oktober 1849 overleed Slingenberg op 80-jarige leeftijd.